# Green Oaks
Green Oaks – wieś w Stanach Zjednoczonych, w stanie Illinois, w hrabstwie Lake.